# TOI-1260
TOI-1260 — одиночная звезда в созвездии Большой Медведицы на расстоянии приблизительно 240 световых лет (около 73,8 парсек) от Солнца. Видимая звёздная величина звезды — +11,973m.
Вокруг звезды обращается, как минимум, три планеты.

## Характеристики
TOI-1260 — оранжевый карлик спектрального класса K6V. Масса — около 0,66 солнечной, радиус — около 0,65 солнечного, светимость — около 0,13 солнечной. Эффективная температура — около 4351 К.

## Планетная система
В 2021 году группой астрономов проекта TESS у звезды обнаружены планеты TOI-1260 b и TOI-1260 c.
В 2022 году группой астрономов проекта TESS у звезды обнаружена планета TOI-1260 d.